# Aplidium aegeaensis
Aplidium aegeaensis is een zakpijpensoort uit de familie van de Polyclinidae. De wetenschappelijke naam van de soort is voor het eerst geldig gepubliceerd in 1904 door Hartmeyer.